# Patología pulpar
La patología pulpar es la inflamación de la pulpa dentaria provocada por estímulos nocivos de variada índole, dentro de los cuales están: los agentes bacterianos, que pueden tener una vía de acceso coronario (caries, anomalías dentarias: como dens in dente, evaginación e invaginación) y una vía de acceso radicular (lesiones endoperiodontales, caries radicular); traumáticos: trauma agudo (fractura coronaria y radicular, luxación) y  crónico (atrición, abfracción, erosión); químicos, a través del uso de materiales de obturación (resinas - cementos) antisépticos, desecantes (alcohol - cloroformo) y desmineralizantes; iatrogénicos, calor de fresado, pulido y de fraguado, exposición pulpar, y, finalmente, idiopáticos.

## Clasificación clínica de la patología pulpar o pulpitis
La Asociación Americana de Endodoncia (AAE) publicó en 2009 un consenso sobre la terminología clínica para clasificar la patología pulpar y periapical, con el fin de unificar los términos utilizados para denominar las diferentes patologías, basados además en hallazgos histopatológicos y no aplicables a la práctica clínica.
De acuerdo a dicha clasificación, se distinguen los siguientes cuadros clínicos:

### Pulpa normal
Es una categoría de diagnóstico clínico en el que la pulpa está asintomática, es decir, libre de síntomas y responde a estímulos de las pruebas de sensibilidad, dentro de parámetros normales. No se aprecian alteraciones periapicales. Puede aparecer fibrosis o calcificaciones dependiendo de la edad.

### Pulpitis Reversible
Estado inflamatorio de la pulpa vital en el que, teniendo en cuenta determinados signos objetivos y subjetivos, se conserva la capacidad para resolver la inflamación, una vez que se realiza el tratamiento del agente etiológico. Puede producirse por lesiones de caries (origen bacteriano), por traumas, por defecto en las restauraciones y también por exposición dentinaria. El diente puede presentar ninguna o poca sintomatología. Puede aparecer dolor al aplicar estímulos fríos o dulces, con duración limitada tras retirar el estímulo, pero no hay espontáneo. No hay cambios radiográficos en la región periapical. 

### Pulpitis Irreversible Sintomática
Estado inflamatorio en el que, teniendo en cuenta determinados signos objetivos y subjetivos, la pulpa inflamada no tiene capacidad de reparación. Se asocia a dolor, de moderado a intenso, referido, que aparece de manera espontánea, o provocado por estímulos y que no cede tras retirarlos. No hay cambios radiográficos en la región periapical, aunque es posible el ensanchamiento del espacio periodontal. En la radiografía puede detectarse la causa la de la pulpitis.  

### Pulpitis Irreversible Asintomática
Estado inflamatorio de la pulpa inflamada en el que, teniendo en cuenta determinados signos objetivos y subjetivos, se ha perdido la capacidad de reparación. A diferencia del cuadro clínico anterior, se caracteriza por la ausencia de síntomas clínicos o dolor. 

### Necrosis pulpar
Estado de muerte pulpar, en la que no hay respuesta ante ninguna prueba pulpar, usualmente las pruebas de sensibilidad son negativas, aunque puede haber falso negativos en caso de dientes multirradiculares por no haber necrosis total de todos los conductos, o por presencia de restos remanentes apicales. No hay afectación periapical, a no ser que se produzca la infección del tejido pulpar, ocasiones en las que puede existir dolor y lesión radiográfica. Puede haber cambio de coloración de la corona. 

### Pulpa tratada previamente
El diente ha sido tratado endodónticamente y el sistema de conductos está sellado con materiales de obturación No hay respuesta a las pruebas de sensibilidad pulpar.

### Pulpa con tratamiento endodóntico iniciado
El diente ha sido tratado endodónticamente de forma incompleta y parcial. Las respuestas a las pruebas pulpares dependen de la extensión de remoción del tejido pulpar.